# Going Home
Going Home är en låt av det engelska rockbandet The Rolling Stones och finns med på bandets sjätte album Aftermath från 1966. Sången skrevs av gruppens sångare Mick Jagger och gruppens gitarrist Keith Richards och är en bluesinfluerad låt och även en av det första rocklåtarna över tio minuter (låten är 11 min och 13 s lång). Det bara var de två första minuterna som var gjorda från början och resten var jam som gjordes när de spelade in låten.